# Sauquillo del Campo
Sauquillo del Campo es una localidad española y también una entidad local menor perteneciente al municipio de Adradas, en la provincia de Soria, comunidad autónoma de Castilla y León. Forma parte también del partido judicial de Almazán.

## Demografía

Término municipal de Adradas.

En el año 1981 contaba con 8 habitantes, concentrados en el núcleo principal, pasando a 6 en 2009.

## Historia
En el censo de 1879, ordenado por el conde de Floridablanca, figuraba como lugar, conocido entonces como Sahuquillo del Partido de Almazán en la Intendencia de Soria, con jurisdicción de señorío y bajo la autoridad del alcalde pedáneo, nombrado por el conde de Altamira. Contaba entonces con 89 habitantes.
A la caída del Antiguo Régimen la localidad se constituye en municipio constitucional ,en la región de Castilla la Vieja, Partido de Almazán, que en el censo de 1842 contaba con 16 hogares y 70 vecinos, para posteriormente integrarse en Adradas.